# Отношения Беларуси со странами Африки
Республика Беларусь активно поддерживает торгово-экономические, политические и военные связи со странами Африканского континента. На рубеже 2010-х и 2020-х годов страна активизировала свою деятельность в регионе ввиду поиска новых рынков сбыта для белорусского экспорта. После западных санкций в начале 2020-х необходимость углубления контактов с Африкой увеличилась.

## Интересы в Африке
Рынки Африки обладают большими возможностями для развития торговых отношений. Континент является мировым лидером по темпам роста потребления. Директор Института Африки РАН Ирина Абрамова в 2021 году высказала мнение, что в ближайшее 15—20 лет этот регион будет определять демографическую картину мира, а также существенно влиять на масштабы мирового потребительского спроса. Вполне обоснован и политический интерес, так как африканские страны составляют 25 % голосов в ООН.
Африканский регион привлекал Беларусь в сферах сельского хозяйства и продовольствия. Особые надежды возлагались на экспорт молочной и мясной продукции, тем более что надо было диверсифицировать рынки сбыта. Как считал заместитель министра иностранных дел Валентин Рыбаков, усилить экономические позиции республики на континенте могло бы расширение там сети диппредставительств.
Российское интернет-издание EADaily отмечало, что интерес Беларуси к Африке начал особенно увеличиваться после того, как в связи с августовскими событиями 2020 года страны Запада ввели против республики жёсткие экономические санкции. Аналогичного мнения придерживалась экономический обозреватель Ирина Смирнова. Она же добавила, что африканские государства пожелали играть более активную и значимую роль в производственных цепочках, ведь их давно не интересует роль лишь рынка сбыта. В частности, Беларусь была готова предложить совместные производства по своим технологиям и образцам, и возведение промышленных и сельскохозяйственных объектов.

## История

### 1991—2016
Беларусь начала работать здесь в начале 1990-х. Одним из основных направлений стала продажа вооружений; по итогам 1996—2000 гг. республика попала в первую десятку мировых экспортёров оружия. Помимо того, государство ещё со времён правительства Вячеслава Кебича пыталось создать в регионе совместное с африканцами предприятие по добыче полезных ископаемых (например, в Судане и Танзании), однако это ни к чему не привело.
Экономические отношения с африканскими государствами по итогам 2007 года показали наибольшие темпы развития среди других континентов. Так, объёмы внешней торговли товарами возросли с 2006 по 2007 на 37,8%. При этом их рост осуществлялся, прежде всего, за счёт роста экспорта, а не импорта, что способствовало поставленной задаче выхода со временем на положительное торговое сальдо в торговле Беларуси со странами мира. Так, экспорт за 2007 год вырос сразу на 44,2%, достигнув цифры в 155,4 млн, а импорт возрос лишь на 22,8%, составив 56,6 млн. Общий товарооборот превысил 212 млн. Крупнейшими торговыми партнёрами Беларуси в Африке по итогам года стали Египет, Судан, Марокко, ЮАР, Гана, Кот-д'Ивуар и Эритрея.
В середине 2010-х одной из главных надежд Минска в регионе стал Судан. Поставки в страну стали стремительно расти с начала десятилетия, достигнув своего пика в 2013 году ($70,7 млн).
В той же середине 2010-х белорусские власти в первый раз попытались сделать стратегической задачей и масштабировать экспансию отечественных бизнесов на континент. До этого инициативность частников ограничилась открытием дочерних предприятий в Магрибе дистрибьютором IT-продуктов ASBISc Enterprises, поставками и сервисом БелАЗов в Замбии и Намибии, «ДизельКомплектом» и появлением франчайзингового магазина Milavitsa в кейптаунском Mainstream Shopping Centre. В Александрии создан сборный пункт с участием МТЗ. «Белшина» учреждала торговые и сервисные компании в Южной Африке и Гане.
Объём экспорта по 24 ключевым партнёрам страны региона в лучшие времена ненамного превышал 300 млн USD, а импорт за 2011—2016 годы почти удвоился (в 2011-м – 316,7 млн и 106,3 млн USD соответственно, в 2012-м – 270,4 млн и 133 млн, в 2014-м – 314,5 и 119,4 млн, в 2015-м – 304,9 и 278,6 млн, а в 2016-м – 226,7 млн и 249,9 млн соответственно). При этом импорт из некоторых африканских стран в 2015—2016 годах вырос в несколько раз.

### 2017—2019
В 2017 году, как отметили СМИ, африканская тема всё чаще звучала в речах главы белорусского государства, который в начале года посетил Египет и Судан. Согласно данным интернет-издание «Завтра твоей страны», ссылаясь на заявление Лукашенко, главной и традиционной опорой государства в регионе выступил Египет. В Центральной и Восточной Африке приоритетом стал Судан. Летом в Минске прошёл первый белорусско-африканский экономический форум. Было подписано кредитное соглашение, по которому Африканский экспортно-импортный банк (Афрэксимбанк) выделил 150 млн долларов на закупку местными компаниями продукции в республике.
Интернет-газета «Завтра твоей страны», проанализировав статистические данные за первое полугодие, в числе мест, куда «готовится экспансия Беларуси», назвала Нигерию, Кению, Анголу и Гвинея-Бисау. Главный прорыв в торговом отношении данного периода — Зимбабве. Важную долю в общем объёма экспорта на континент традиционно заняли калийные удобрения.
В 2018 году место многих стран Африки в географии внешних связей Минска существенно снизилось, поскольку, со слов политолога Сергея Богдана, белорусские дипломаты критически относились к развитию отношений с регионом. За 11 месяцев двухсторонний товарооборот составил 583,3 млн долларов, снизившись по сравнению с аналогичным периодом 2017 года почти на 100 млн долларов. Однако белорусский экспорт на континент вырос за рассматриваемый период на 13 млн долларов до 345 млн долларов. В целом же Африка заняла чуть более 1 % во всём экспорте государства.
Больше всего белорусской продукции было отгружено в страны Северной Африки — на 167 млн долларов. Из них на Египет пришлось 72,5 млн, на Марокко — 62,7 млн долларов. На втором месте западноафриканский регион — 105,5 млн долларов. Там лидеры Кот-д'Ивуар, Мали, Нигерия и Сенегал. В страны Восточной Африки было поставлено белорусской продукции на 25,3 млн долларов, из них половина — в Уганду. Львиную долю поставок в Центральную Африку сформировали продажи в Анголу и Камерун (26,7 млн долларов из 30 млн долларов). На юге главным партнёром стала ЮАР (16,5 млн долларов).
В перечне продвигаемых на африканские рынки белорусских товаров преобладала промышленная продукция — карьерные самосвалы, грузовики, тракторы, сельхозтехника, продукция нефтехимии — шины и волокна, удобрения. TUT.BY указал, что специфика работы с континентом состоит в возможных проблемах с оплатой поставленной продукции. Однако были рассмотрены различные механизмы структурирования сделок. Среди таковых — передача белорусским компаниям прав на добычу полезных ископаемых.
В феврале 2018 года МАЗ открыл совместное сборочное предприятие в Египте. Партнёрами выступили компания Helwan Machinery and Equipment Национальной организации военной промышленности и компания International Co. for Industry and Projects. В свою очередь МТЗ создал сборочные производства в Алжире и Египте совместно с местными партнёрами. Ещё за несколько лет до этого «Белспецвнештехника» и суданский холдинг «Сафат» создали совместное предприятие S&B Aviation company по ремонту авиации. В Зимбабве создано белорусское геологоразведочное предприятие. Кроме того, Беларусь располагала двумя месторождениями золота в Судане.
Одними из главных кураторов белорусских проектов в Африке названы Виктор Шейман и Александр Зингман.

### После 2020
В конце мая 2021 года в Минске прошёл Второй Белорусско-Африканский экономический форум. За последние три года объём взаимной торговли составил более $1,8 млрд. Как заявил Министр иностранных дел Беларуси Владимир Макей, «мы сумели пройти путь от годового товарооборота примерно в $160 млн в начале 2000-х до более чем $550 млн в 2020 году». В том году в список основных торговых партнёров республики по объёму товарооборота вошли такие африканские страны, как Марокко ($104,7 млн), Ангола ($88,5 млн), Египет ($62,7 млн), Кот-д'Ивуар ($60,6 млн) и Тунис ($57,1 млн). Также достаточно активно развивалась торговля с ЮАР, Угандой, Зимбабве, Сенегалом, Камеруном.
29 января 2023 года начальник управления Африки и Ближнего Востока белорусского МИДа Юрий Николайчик заявил, что страна постепенно наращивает своё присутствие в регионе.
В этой связи на руку Минску сыграл июньский мятеж Пригожина в России, после чего в Беларусь перебазировалась ЧВК «Вагнер». Как отметил военный обозреватель Александр Алесин, власти использовали российских наёмников для проведения экспансии. Так, по словам эксперта, Лукашенко поставил задачу сделать Зимбабве хабом, откуда будет распространяться белорусская продукция и влияние. Для сохранности всего этого и пригодятся бойцы ЧВК. Таким образом, Минск решил поддерживать безопасность своего производства на континенте с помощью войск Евгения Пригожина (см. Деятельность ЧВК «Вагнер» в Африке).

В июне военный обозреватель Александр Алесин заявил, что страна «в последнее время предприняла широкую экспансию на Африканский континент»; в июле, как он же сообщил, «белорусская экономическая экспансия в Африке становится уже фактом». FREEДОМ писало, что «с помощью «вагнеровцев» Лукашенко усилит экономическую экспансию Беларуси в Африке». Надежда Сасс, журналистка СТВ, в своём Телеграмм-канале касательно российской ЧВК написала следующее:
Беларусь активно работает в Африке. Однако целый ряд стран на этом континенте, которые могли бы стать хорошими экономическими партнёрами для РБ, прежде нуждаются в восстановлении порядка и преодоления вызовов их безопасности со стороны различных вооруженных радикалов и сепаратистов. Можно предположить, что в планах в этой связи использовать соответствующий опыт ЧВК «Вагнер» для превращения Республики Беларусь в поставщика безопасности дружественным африканским государствам и народам. Происходит объединение белорусской мягкой силы с военными возможностями вагнеровцев.
Как сообщила 16 октября начальник управления прогнозирования внешней торговли Минэкономики Юлия Зубарь, на следующий 2024 год государство планирует активизировать торговлю со странами Африки, в первую очередь, за счёт продовольствия, продукции машиностроения, химической промышленности. Опорными точками определены Египет, Кения, Нигерия, Экваториальная Гвинея.

## Военное присутствие
Как отмечал белорусский военный эксперт Егор Лебедок, континент стал наиважнейшим регионом для Беларуси в сфере сбыта вооружения и оказания услуг подготовки военных кадров. Белорусские военные специалисты с начала 2000-х по 2021 год оказали поддержку Кот-д’Ивуару, Ливии, Судану, Демократической Республике Конго и Нигерии.
По состоянию на февраль 2023 года государственная компания «Белспецвнештехника» (БСВТ) уже более двадцати лет управляла совместным предприятием с суданской армией. Её технические специалисты, базирующиеся в Хартуме, обслуживают весь парк суданских вертолётов и самолётов, что играет решающую роль в стране, где расстояния настолько велики, что силовые операции не могут выполняться наземным транспортом. Присутствие белорусских специалистов стало жизненно важным для суданского правительства. Изначально БСВТ хотела превратить свою базу в Судане в панафриканский центр технического обслуживания, но санкции США в отношении Хартума помешали этому проекту.
В то же время барановичский 558-й авиационный ремонтный завод имел контракт в ДР Конго на техническое обслуживание вертолётов и самолётов.
В конце 2010-х и начале 2020-х всё больше конкуренцию в части обучения иностранных военнослужащих и организации боевых действий начали оказывать израильтяне, французы, российские ЧВК и представители других стран.

## Дипломатические миссии
10 декабря 2018 года в рамках визита в Минск президента Судана Омара аль-Башира открыто суданское посольство в Беларуси. В том же году белорусские власти закрыли своё посольство в Эфиопии и открыли в соседней Кении. 
На 2019 год Минск имел представительства в Египте, Нигерии, Кении и ЮАР. Белорусские послы в указанных государствах аккредитованы и в 17 других странах региона по совместительству.
В июле 2022 года открылась белорусская дипмиссия в Зимбабве.
Некоторые известные белорусские граждане стали почётными консулами африканских стран в РБ. Так, Александр Зайцев представляет в этом качестве Замбию, Александр Зингман — Зимбабве, Артур Гранц — Республику Конго, Дмитрий Лукашенко — Эфиопию.

## Мнения и оценки
- Экономический обозреватель Ирина Смирнова считала, что для Африки наиболее ценной оказались поставки белорусской сельхозтехники, что способствует улучшению продовольственной безопасности региона[1]. Так, как сообщило издание The Sunday Mail, в ноябре 2023 года фермеры Зимбабве заявили о сборе рекордных 411 838 тонн пшеницы. Во многом достижение стало возможным благодаря приобретению белорусских комбайнов. По заявлению Хараре, страна стала самодостаточным сельскохозяйственным центром, обеспечив собственную продовольственную безопасность[21].
- По мнению экономического аналитика Сергея Чалого, главной задачей страны здесь является посредничество (например, как считал эксперт, для ОАЭ), поскольку она не боится испортить репутацию[22].
- Экономист Анастасия Лузгина критически отозвалась о экономической деятельности государства в Африке. Несмотря на то, что в 2020—2022 годах в правительстве говорили об африканском континенте как об одном из потенциальных направлений для белорусского экспорта, однако экспорт белорусских товаров в страны региона в 2022 году составил чуть более 200 миллионов долларов, демонстрируя некоторую тенденцию к снижению. По её мнению, «Беларуси достаточно сложно конкурировать даже в Африке»[23].
- Белорусский посол в ЮАР Александр Сидорук[бел.] в интервью журналу «Конъюнктура рынков» заявил, что бедность большей части населения, низкий уровень жизни, неэффективное администрирование и коррупция являются препятствиями для ведения долгосрочного бизнеса. Белорусская техника конкурентоспособна на данном рынке и имеет перспективы, однако в регионе есть большое количество конкурентов. На его взгляд, у республики по поводу Африки должна быть «осмотрительная стратегия»[8].

## Прочие источники
- Николай Витовт. Нигерия, Кения, Ангола и Гвинея-Бисау: в какие страны Африки готовится экспансия Беларуси // Завтра твоей страны : интернет-газета. — 6 сентября 2017.
- Егор Лебедок. Белорусское военное присутствие в Африке // Thinktanks.by. — 2021. — 7 февраля.
- Кирилл Прудников. Белагро-2017: экспортное открытие Африки // Экономическая газета. — 8 июня 2017.
- Александр Заяц. Тракторы, вооружения, ИТ. Как Беларусь завоевывает Африку // TUT.BY. — 4 февраля 2019.
- Кирилл Кривошеев. Александр Лукашенко готов перепахать все Зимбабве // Коммерсантъ : газета. — 31 января 2023.